# Hyposmocoma petroptilota
Hyposmocoma petroptilota là một loài bướm đêm thuộc họ Cosmopterigidae. Nó là loài đặc hữu của Kauai, Oahu, Maui và Hawaii. Loài địa phương ở Kilauea.
Ấu trùng ăn dead wood of Metrosideros và Pelea species.